# Vinnemerville
Vinnemerville település Franciaországban, Seine-Maritime megyében. Lakosainak száma 224 fő (2022. január 1.). Vinnemerville Canouville, Criquetot-le-Mauconduit, Saint-Martin-aux-Buneaux, Sassetot-le-Mauconduit és Butot-Vénesville községekkel határos.

## Népesség
A település népessége az elmúlt években az alábbi módon változott:
| Lakosok száma | 218  | 217  | 216  | 216  | 217  | 222  | 228  | 230  | 224  |
|               | 2013 | 2015 | 2016 | 2017 | 2018 | 2019 | 2020 | 2021 | 2022 |